# الأخوات
الأخوات قرية تابعة إلى معتمدية قعفور من ولاية سليانة، وتقع قرب المنجم الذي يحمل نفس الاسم. تضم عشرون ألف نسمة. شيخها عمار بن نجمة الماجري

### مواضيع ذات علاقة
- ولاية سليانة.

1. ↑  "المناطق الترابية (العمادات) حسب الولايات والمعتمديات". اطلع عليه بتاريخ 2024-11-30.